# Coast to Coast (1980)
Coast to Coast is een Amerikaanse romantische komedie uit 1980 geregisseerd Joseph Sargent uit 1980. Hoofdrollen worden gespeeld door Dyan Cannon en Robert Blake.

## Verhaal
De rijke, neurotische Madie Levrington verblijft in een psychiatrische inrichting waar ze door toedoen van haar man - die niet wil scheiden omwille van haar rijkdom - werd opgenomen.  Ze ontstnapt er door zich te verbergen in een truck die levensmiddelen leverde. Deze wordt bestuurd door Charles Callahan. Callahan verneemt de ontsnapping over de radio en dat er een geldbeloning wordt uitgereikt aan eenieder die bruikbare tips kan aanleveren. Dat geld komt hem goed van pas omdat hij schulden heeft en men zijn voertuig in beslag wil nemen.

## Rolverdeling
| Acteur             | Personage           |
| ------------------ | ------------------- |
| Dyan Cannon        | Madie Levrington    |
| Robert Blake       | Charles Callahan    |
| Quinn Redeker      | Benjamin Levrington |
| Michael Lerner     | Dr. Frederick Froll |
| Maxine Stuart      | Sam Klinger         |
| William Lucking    | Jules               |
| Rozelle Gayle      | Orderly             |
| George P. Wilbur   | Billy Ray           |
| Darwin Joston      | dronken bestuurder  |
| Dick Durock        | Gregory             |
| Cassandra Peterson | feestvierder        |
| Karen Montgomery   | feestvierder        |
| Vicki Frederick    | golfer              |
| John Roselius      | politieman          |

## Nominatie
Robert Blake werd genomineerd in de categorie "Slechtste Acteur" Golden Raspberry Awards 1980